# イングリート・ヴェンドル
イングリート・トゥルコヴィチ＝ヴェンドル（Ingrid Turković-Wendl、1940年5月17日 - ）は、オーストリア出身の女性フィギュアスケート選手でのちにアナウンサー、政治家。1956年コルティナダンペッツォオリンピック女子シングル銅メダリスト。1956年、1958年ヨーロッパフィギュアスケート選手権優勝。
バスーン奏者のミラン・トゥルコヴィチ（Milan Turković）と結婚。

## 経歴
- 1956年ヨーロッパフィギュアスケート選手権優勝。
- 1956年コルティナダンペッツォオリンピックで銅メダルを獲得。
- 1958年ヨーロッパフィギュアスケート選手権優勝。同年の世界フィギュアスケート選手権後にアマチュアを引退しプロスケーターとして活躍。
- 1972年よりアナウンサーとして活動、のちに政界へ進出。

## 主な戦績
| 大会/年      | 1953-54 | 1954-55 | 1955-56 | 1956-57 | 1957-58 |
| ------------ | ------- | ------- | ------- | ------- | ------- |
| オリンピック |         |         | 3       |         |         |
| 世界選手権   | 12      | 4       | 3       | 3       | 2       |
| 欧州選手権   | 5       |         | 1       | 2       | 1       |